# Papuchelifer nigrimanus
Papuchelifer nigrimanus är en spindeldjursart som beskrevs av Beier 1965. Papuchelifer nigrimanus ingår i släktet Papuchelifer och familjen tvåögonklokrypare. Inga underarter finns listade i Catalogue of Life.